# Raymond van Barneveld
Raymond van Barneveld (ur. 20 kwietnia 1967 w Hadze) – holenderski darter.
Od stycznia 2006 roku gracz PDC (wcześniej BDO), pięciokrotny mistrz świata (cztery tytuły w BDO, jeden w PDC).
W mistrzostwach świata w roku 2007 pokonał Phila Taylora 7-6 przy swoim pierwszym podejściu.
Van Barneveld w dużym stopniu przyczynił się do popularyzacji darta w Holandii.

## Zwycięstwa (5)
| Rok  | Zawody                       | Pokonany w finale | Wynik finału |
| 1998 | BDO World Darts Championship | Richie Burnett    | 6-5          |
| 1999 | BDO World Darts Championship | Ronnie Baxter     | 6-5          |
| 2003 | BDO World Darts Championship | Ritchie Davies    | 6-3          |
| 2005 | BDO World Darts Championship | Martin Adams      | 6-2          |
| 2007 | PDC World Darts Championship | Phil Taylor       | 7-6          |

## Zwycięstwa (2)
| Rok  | Zawody               | Przeciwnik w finale | Wynik finału |
| 2001 | Winmau World Masters | Jarkko Komula       | 4-2          |
| 2005 | Winmau World Masters | Goran Klemme        | 7-3          |